# Juan José Cruz Martínez
Juan José Cruz Martínez (Monclova, de Coahuila, 1 de septiembre de 1952) es un político mexicano, miembro del Partido de la Revolución Democrática. 
Es ingeniero agrónomo por la Universidad de Chapingo. Fue fundador del Partido del Trabajo en Durango, junto con su hermano Marcos Carlos Cruz Martínez, así como miembro del Comité de Defensa Popular (CDP) en Durango. Fue regidor dese 1989 a 1992, diputado local desde 1992 hasta 1995, dirigente estatal del Partido del Trabajo, diputado federal desde 1997 hasta 2000 del Congreso de la Unión, en el que fue dos veces presidente de la Cámara de Diputados de México en 1997 y 1998 y dos veces vicepresidente, diputado local desde 2007 hasta 2010, tiempo en el que fue un feroz crítico del gobierno del estado de Durango. 
Se afilió al Partido de la Revolución Democrática en el 2008, perteneciendo a la corriente de Unidad Democrática Nacional (UDENA) en Durango.
- Datos: Q5950207